# Bécarde de Lesson
Pachyramphus minor
Espèce
Répartition géographique
Statut de conservation UICN

 LC  : Préoccupation mineure
La Bécarde de Lesson (Pachyramphus minor) est une espèce de passereaux de la famille des Tityridae.

## Description

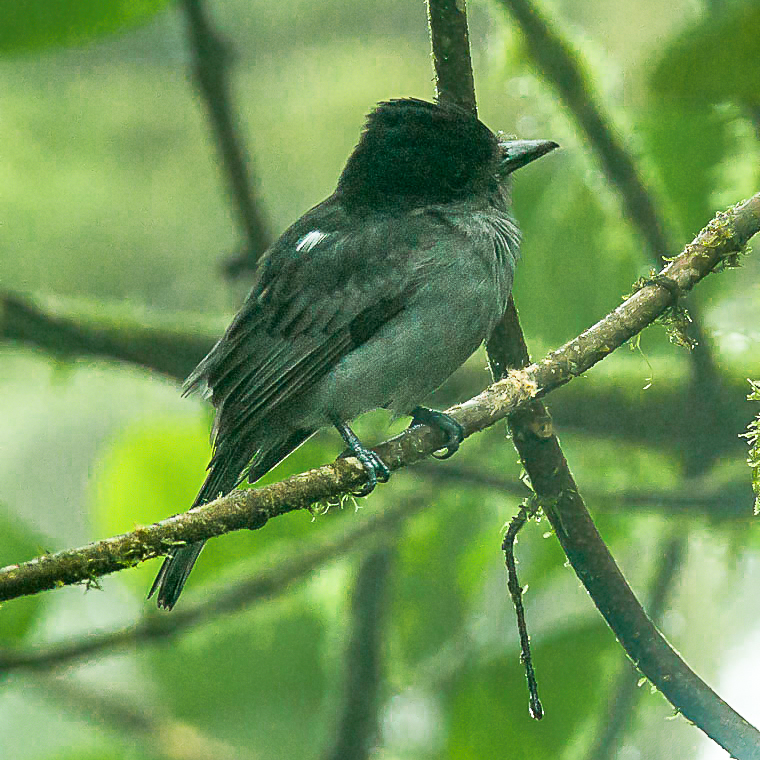